# Nicht-Zöliakie-Weizensensitivität
Unter einer Nicht-Zöliakie-Weizensensitivität (NZWS, englisch non-celiac wheat sensitivity (NCWS), Syn.: Weizensensitivität, früher Nicht-Zöliakie-Glutensensitivität, englisch non-celiac gluten sensitivity (NCGS) oder kurz Glutensensitivität) wird ein Krankheitsbild insbesondere bei Patienten mit Reizdarmsyndrom vermutet, die an intestinalen als auch extraintestinalen Beschwerden nach Weizenverzehr leiden. Die NZWS ist eine Ausschlussdiagnose, bei Verdacht sollen zunächst eine Zöliakie und eine Weizenallergie ausgeschlossen werden.

## Vorkommen
Für die NZWS wird eine unterschiedliche Prävalenz aus Umfragestudien von 0,49 % bis 14,9 % angegeben. Wegen fehlender epidemiologischer Daten, wegen teils fehlender Anerkennung als Krankheit und wegen eines Mangels an diagnostischen Biomarkern ist sie in vielen Regionen der Welt noch unbekannt. Literaturdaten legen nahe, dass Frauen häufiger als Männer betroffen sind.

## Klinisches Bild
Nach Verzehr von Weizenprodukten treten Symptome nach Stunden bis wenigen Tagen auf. Diese äußern sich gastrointestinal und/oder extraintestinal, am häufigsten sind Blähungen, Bauchschmerzen, Durchfall, Übelkeit und Reflux. Die vergleichsweise seltener auftretenden Beschwerden außerhalb des Magen-Darm-Traktes sind vielfältig, Patienten berichteten von Kopfschmerzen, allgemeiner Müdigkeit, Antriebsstörungen, Fibromyalgie, mangelndem Wohlbefinden, Hauterscheinungen, Gelenkschmerzen und Depressionen.

## Auslöser
Es werden mehrere mögliche Auslöser einer NZWS angeführt, zum einen das ursprünglich namensgebende Gluten. Jedoch hat sich gezeigt, dass Gluten nicht alleine eine NZWS verursachen kann. Auch wenn eine glutenfreie Ernährung Verbesserungen der Symptome nach sich zieht, muss die Vermeidung anderer Inhaltsstoffe eine Rolle spielen. So können die in Getreidesorten vorkommenden alpha-Amylase-Trypsin-Inhibitoren (ATI) zur Erkrankung beitragen. Zudem kann eine Unverträglichkeit von sonst unschädlichen fermentierbaren Oligo-, Di-, Monosacchariden und Polyolen (FODMAP) aus Hülsenfrüchten und von einigen Obst-, Gemüse- sowie Getreidearten – inklusive Weizen – vorliegen. Fructane als Weizenkomponente sowie zusätzlich weitere Inhaltsstoffe (wie z. B. Agglutinine) oder Verarbeitungsmodi des Weizens können ebenfalls in Betracht gezogen werden.
Die S2k-Leitlinie und die Fachliteratur empfehlen, den ursprünglichen Begriff der Nicht-Zöliakie-Glutensensitivität durch den Begriff der Nicht-Zöliakie-Weizensensitivität abzulösen – Gluten selbst ist nur einer der möglichen Auslöser.

## Diagnose und Vorgehen
Ein laborchemisches Testverfahren existiert derzeit nicht. Als Differenzialdiagnose kommt das Reizdarmsyndrom in Betracht, das Beschwerdetagebuch ist hier wegweisend. In der feingeweblichen Untersuchung der Dünndarmmukosa finden sich oft unspezifische eosinophile Infiltrate. Zottenatrophien wie bei der Zöliakie sind seltener, daher tritt eine Malabsorption auch weniger häufig auf.
Es handelt sich somit derzeit um eine Ausschlussdiagnose – erst wenn eine Zöliakie und Weizenallergien nicht vorliegen, kann eine NZWS weiterverfolgt werden. Die Leitlinie empfiehlt das Führen eines Ernährungs- und Symptomtagebuches. Dadurch kann nachverfolgt werden, ob Weizen bzw. Inhaltsstoffe des Weizens zu reproduzierbaren Beschwerden führen. Zudem sollen Patienten für eine bestimmte Zeit auf glutenhaltige Lebensmittel verzichten. Im Gegensatz zur Zöliakie ist eine lebenslange glutenfreie Diät wahrscheinlich nicht erforderlich, die Symptome bessern sich innerhalb weniger Tage bis Wochen. Es gibt auch sehr unterschiedliche Glutentoleranzschwellen, so dass Patienten geringe Glutenmengen oft gut tolerieren.
Neben einer symptomorientierten Ernährungstherapie existieren keine anderen etablierten Behandlungsmethoden für eine NCGS.

## Rundfunkberichte
- Lucian Haas: Weizenunverträglichkeit – Das Böse im Brot, Deutschlandfunk – „Wissenschaft im Brennpunkt“, 5. März 2017.